# كميجان (مقاطعة فامنين)
كميجان (بالفارسية: خماجین) هي منطقة سكنية تقع في قسم مفتح الريفي (مقاطعة فامنين) في إيران. يقدر عدد سكانها بـ 166 نسمة .